# 索维蒙
索维蒙（法語：Sauvimont，法語發音：[sovimɔ̃]）是法国热尔省的一个市镇，属于欧什区。

## 地理
索维蒙（43°26'55"N, 0°58'6"E）面积3.44 平方千米，位于法国奧克西塔尼大區热尔省，该省份为法国西南部内陆省份，北起顺时针与洛特-加龙省、塔恩-加龙省、上加龙省、上比利牛斯省、大西洋比利牛斯省和朗德省接壤。
与索维蒙接壤的市镇（或旧市镇、城区）包括：萨马唐、蒙布朗、蒙泰居萨韦斯、皮洛西克、圣卢布。

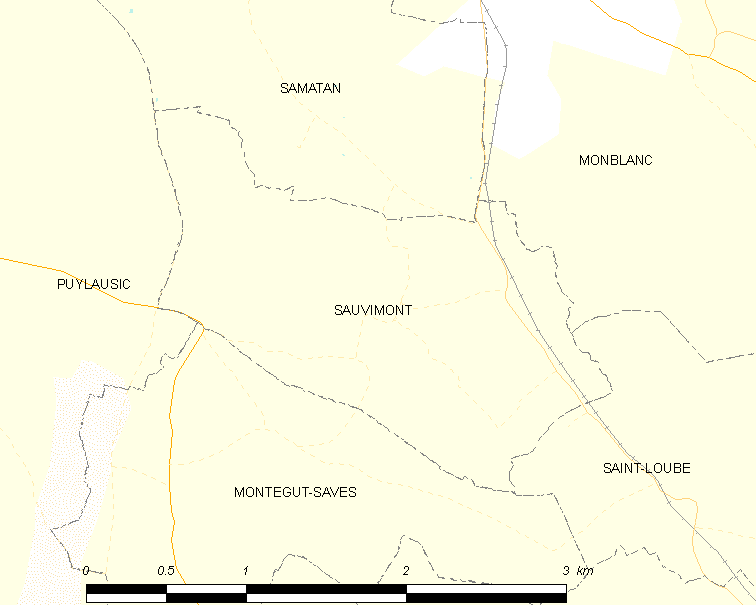
索维蒙的OSM定位图

索维蒙的时区为UTC+01:00、UTC+02:00（夏令时）。

## 行政
索维蒙的邮政编码为32220，INSEE市镇编码为32420。

## 政治
索维蒙所属的省级选区为萨沃河谷县。

## 人口

1962-2008年间索维蒙人口变化图示

索维蒙于2022年1月1日时的人口数量为66人。